# Мужич
Мужич — деревня в Осьминском сельском поселении Лужского района Ленинградской области.

## История
Впервые упоминается в писцовых книгах Шелонской пятины 1498 года, как деревня Мужичье на ручье Мужицком, близ реки Сабы в Сумерском погосте Новгородского уезда.
Как деревня Мужичек она обозначена на карте Санкт-Петербургской губернии 1792 года А. М. Вильбрехта.
Деревня Мужичь упоминается на карте Санкт-Петербургской губернии Ф. Ф. Шуберта 1834 года.

МУЖИЧА — деревня принадлежит её величеству, число жителей по ревизии: 42 м. п., 45 ж. п. (1838 год)

Как деревня Мужичь она отмечена на карте профессора С. С. Куторги 1852 года.

МУЖИГА — деревня Гдовского её величества имения, по просёлочной дороге, число дворов — 14, число душ — 51 м. п. (1856 год)

МУЖИЧИ — деревня удельная при ручье безымянном, число дворов — 16, число жителей: 55 м. п., 67 ж. п. (1862 год)

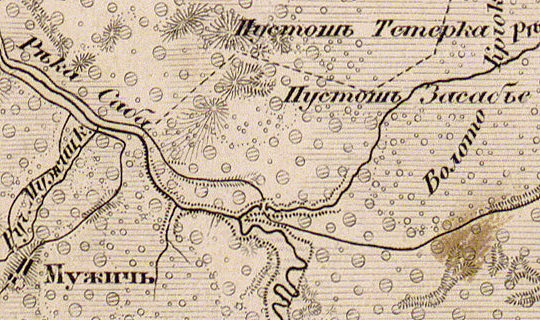
Деревня Мужич на карте 1863 года

В XIX — начале XX века деревня административно относилась к Осьминской волости 2-го земского участка 1-го стана Гдовского уезда Санкт-Петербургской губернии.
По данным «Памятной книжки Санкт-Петербургской губернии» за 1905 год деревня называлась Мужичи и образовывала Мужичское сельское общество.
С 1917 по 1919 год деревня Мужич входила в состав Осьминской волости Гдовского уезда.
С 1920 года, в составе Мужичского сельсовета Осьминской волости Кингисеппского уезда.
С 1924 года, в составе Николаевского сельсовета.

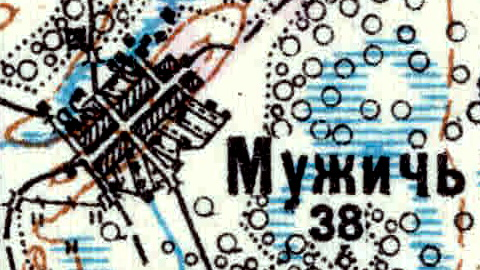
Деревня Мужич карте 1926 года

Согласно топографической карте 1926 года деревня называлась Мужичь и насчитывала 38 крестьянских дворов.
С 1927 года, в составе Осьминского района.
В 1928 году население деревни Мужич составляло 253 человека.
По данным 1933 года деревня Мужич входила в состав  Николаевского сельсовета Осьминского района.
C 1 августа 1941 года по 31 января 1944 года деревня находилась в оккупации.
С 1961 года, в составе Сланцевского района.
С 1963 года, в составе Лужского района.
В 1965 году население деревни Мужич составляло 19 человек.
По данным 1966 года деревня Мужич также входила в состав Николаевского сельсовета Лужского района.
По данным 1973 и 1990 годов деревня Мужич входила в состав Рельского сельсовета.
В 1997 году в деревне Мужич Рельской волости проживали 4 человека, в 2002 году — 5 человек (все русские).
В 2007 году в деревне Мужич Осьминского СП проживал 1 человек.

## География
Деревня расположена в западной части района близ автодороги 41К-673 (Рель — Николаевское).
Расстояние до административного центра поселения — 25 км.
Расстояние до ближайшей железнодорожной станции Молосковицы — 84 км.
Через деревню протекает ручей Мужич, приток реки Саба.

## Демография
| 1838 | 1862 | 1928 | 1965 | 1997 | 2007 | 2010 |
| ---- | ---- | ---- | ---- | ---- | ---- | ---- |
| 87   | ↗122 | ↗253 | ↘19  | ↘4   | ↘1   | ↗3   |
| 2017 |      |      |      |      |      |      |
| ↘0   |      |      |      |      |      |      |

## Улицы
Еловая.